# Vers Mathilde
Pour plus de détails, voir Fiche technique et Distribution.
Vers Mathilde est un film français réalisé par Claire Denis et sorti en 2005.

## Synopsis
Le travail de création de la chorégraphe Mathilde Monnier, directrice du Centre national chorégraphique de Montpellier.

## Fiche technique
- Titre : Vers Mathilde
- Réalisation : Claire Denis
- Scénario : Claire Denis
- Photographie : Agnès Godard et Hélène Louvart
- Son : Brice Leboucq
- Montage : Nelly Quettier
- Production : Why Not Productions, Arte France Cinéma, Celluloid Dreams
- Pays d'origine :  France
- Durée : 84 minutes
- Date de sortie : France - 2 juillet 2005[1]

## Distribution
- Mathilde Monnier

## Sélections
- Berlinale 2005[2]
- Festival international du film de Moscou 2005[3]
- FIDMarseille 2005